# Genévrier de Phénicie
Juniperus phoenicea
Pour les articles homonymes, voir Lycien et Morven.
Espèce
Statut de conservation UICN

 LC  : Préoccupation mineure
Le Genévrier de Phénicie, Genévrier de Lycie ou Genévrier rouge (Juniperus phoenicea L.) est une espèce d'arbrisseaux de la région méditerranéenne, où il pousse dans les lieux rocailleux, surtout sur le calcaire. Il se distingue du Genévrier cade, qui a le même habitat, par ses feuilles en écailles et non en aiguilles, et du Genévrier turbiné (un temps considéré comme une sous-espèce) par ses cônes plus petits.

## Dénominations
Cette espèce est nommée en français « Genévrier de Phénicie,, », « Genévrier rouge,,, », « Genévrier lycien », « Lycien, », « Morven, », « Cèdre de Lycie » ou encore « Genévrier de Lycie ».

## Description

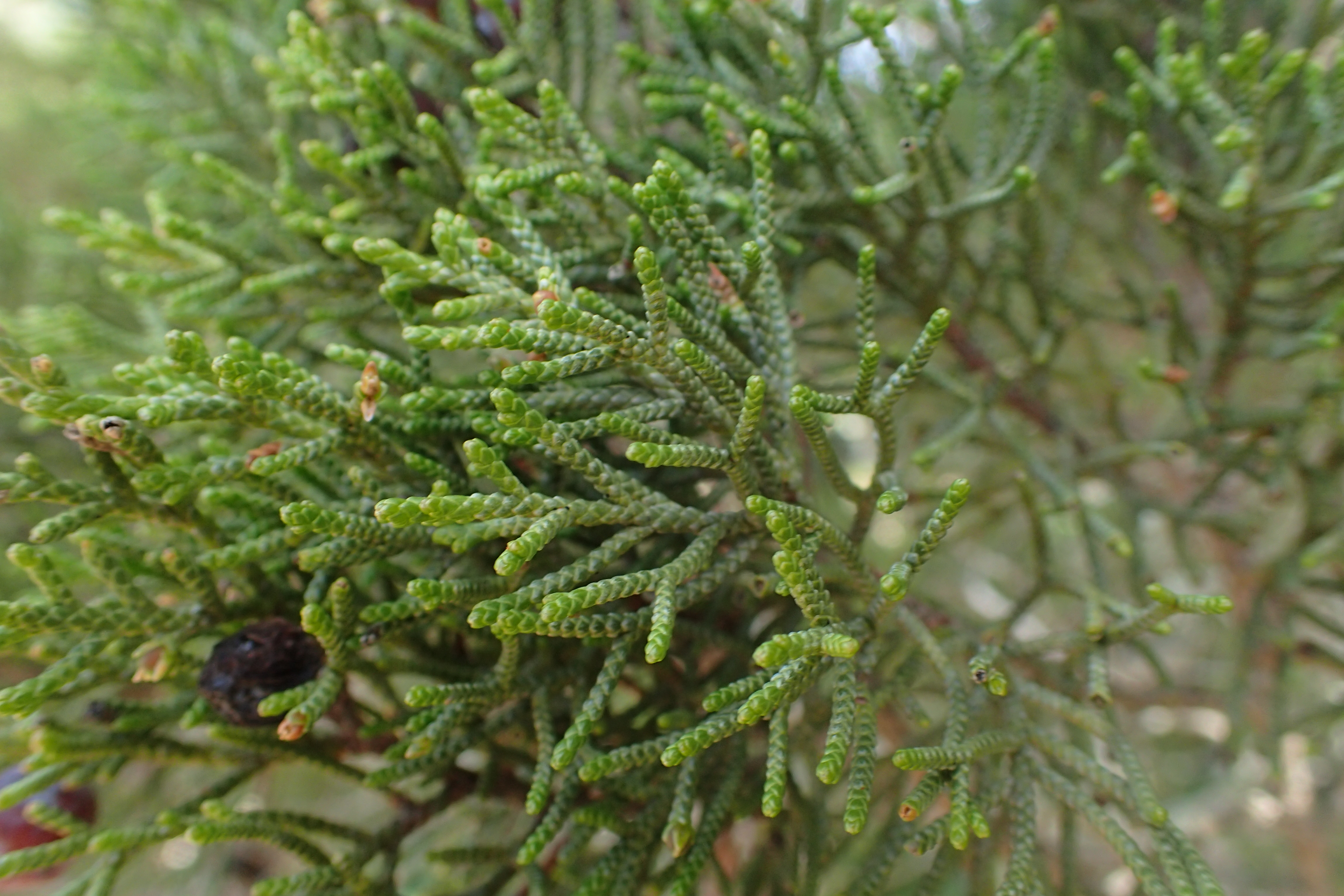
Feuilles.

C'est un arbrisseau sempervirent touffu, ou un arbuste, haut de 1 à 8 mètres, à écorce brun rougeâtre, aux bourgeons nus, aux ramules cylindriques. Les feuilles sont toutes ou presque toutes en forme d'écailles très petites, étroitement imbriquées sur quatre, cinq ou six rangs, ovales rhomboïdales, non articulées, décurrentes, glanduleuses, bombées et sillonnées sur le dos.

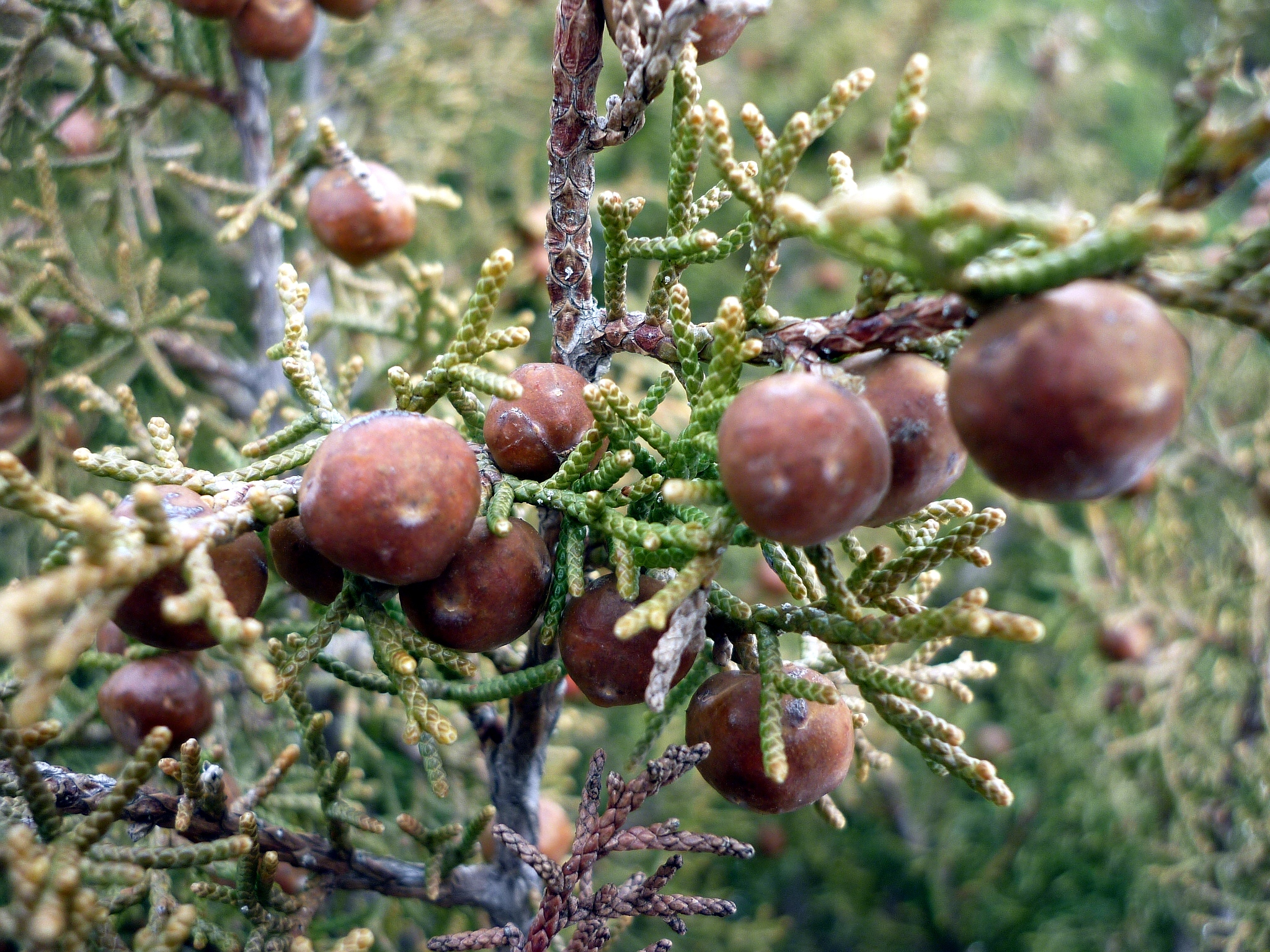
Feuilles et cônes.

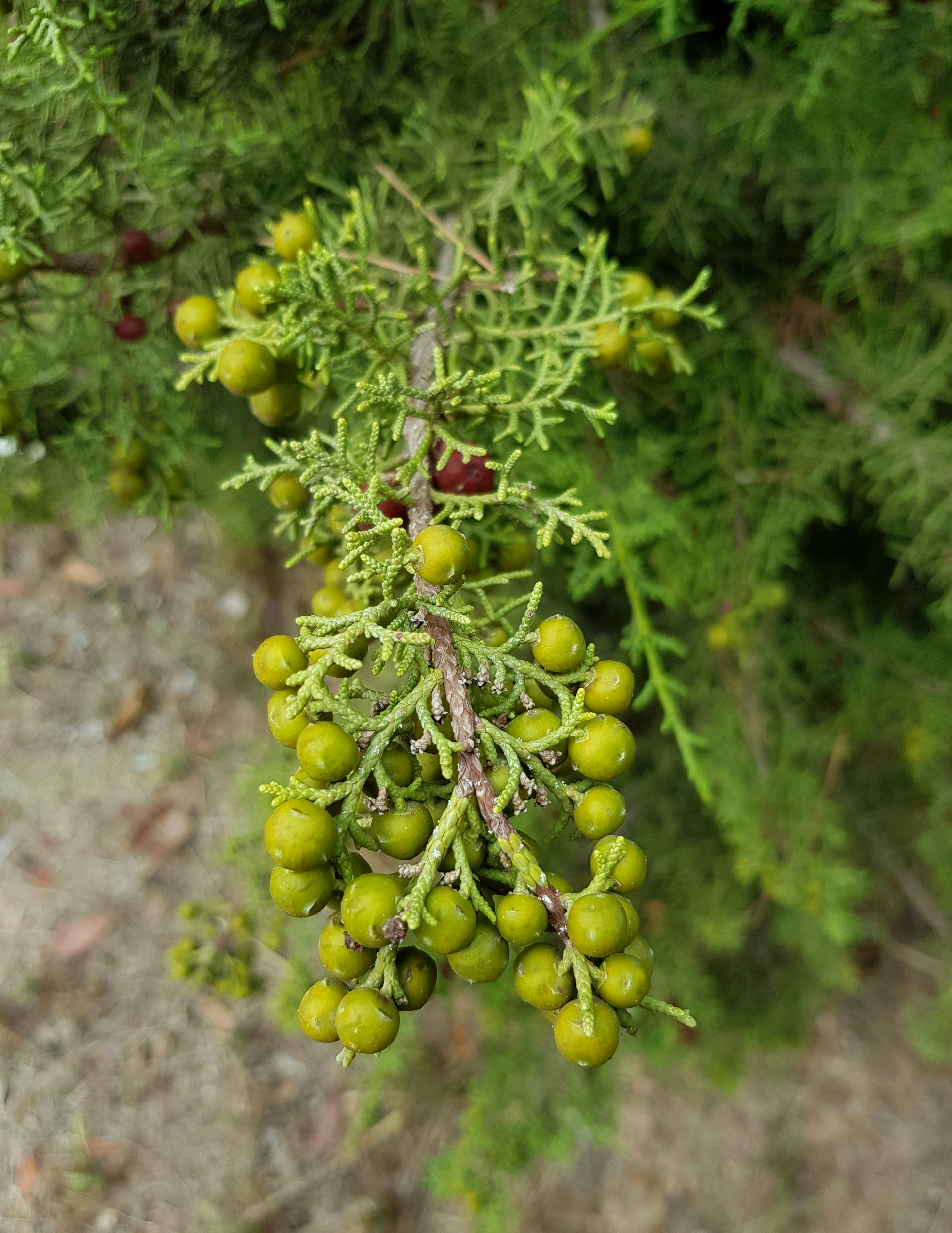
Fruits immatures.

Les individus sont généralement monoïques mais peuvent changer de sexe : bisexués une saison, mâles ou femelles une autre. C'est notamment le cas dans le falaises les gorges de l'Ardèche où les ressources sont limitées. Les cônes  bacciforme sont rouges et luisants à maturité, dressés, globuleux, d'un diamètre de 6 à 10 mm, à chair fibreuse très ferme, contenant entre six et neuf petites graines anguleuses et profondément sillonnées. 
Le Genévrier turbiné (Juniperus turbinata) s'en distingue principalement par ses fruits plus gros.

## Répartition
Cette espèce est limitée à l'est de l'Espagne, à l'Andorre, au sud de la France et à une petite zone du nord-ouest de l'Italie.

## Habitat et écologie
Cette espèce pousse dans les garrigues, les maquis ou les forêts microphylles sempervirentes sur des sols secs et pierreux, des affleurements calcaires ou des dunes de sable, mais aussi des roches granitiques, le grès, la serpentine, les roches volcaniques, du bord de mer jusqu'à 2 400 m d'altitude.
Elle est communément associée au Pin d'Alep, au Pin de Calabre, au Chêne vert, au Pistachier lentisque, aux Cistes, aux Lavandes, à l'Olivier, à l'Armoise herbe blanche, etc..

## Taxinomie
L'espèce a été formellement décrite en 1753 par le naturaliste suédois Carl von Linné, fondateur de la nomenclature botanique moderne, la nommant Juniperus phoenicea dans son Species Plantarum. Elle est classée dans la sous-famille des Cupressoideae, tribu des Cupresseae et dans la section Sabina du genre Juniperus.
Juniperus turbinata, le Genévrier turbiné ou Genévrier méditerranéen, a un temps été considéré comme une sous-espèce de Juniperus phoenicea, sous le nom Juniperus phoenicea subsp. turbinata. Le Genévrier turbiné est quant à lui présent dans toute la région méditerranéenne. 
Juniperus phoenicea a pour synonymes :
(homotypiques)
- Juniperus terminalis Salisb. in Prodr. Stirp. Chap. Allerton: 397 (1796), nom. superfl.
- Juniperus tetragona Moench in Methodus: 699 (1794), nom. superfl.
- Sabina phoenicea (L.) Antoine in Cupress.-Gatt.: 42 (1857)
- Sabinella phoenicea (L.) Nakai in Tyosen Sanrin Kaiho 165: 14 (1938)

(hétéroptypiques)
- Cupressus tetragona Humb. & Bonpl. ex Carrière in Traité Gén. Conif., ed. 2: 33 (1867)
- Juniperus bacciformis Carrière in Traité Gén. Conif.: 56 (1855)
- Juniperus divaricata Carrière in Traité Gén. Conif., ed. 2: 51 (1867), pro syn.
- Juniperus formosa Carrière in Traité Gén. Conif., ed. 2: 51 (1867), pro syn.
- Juniperus langoldiana Gordon in Pinetum, Suppl.: 38 (1862)
- Juniperus malacocarpa Carrière in Traité Gén. Conif., ed. 2: 50 (1867)
- Juniperus myosuros Sénécl. in Cat. Sénécl.: 35 (1854)
- Juniperus myurus Beissn. in Handb. Nadelholzk.: 117 (1891)
- Juniperus phoenicea var. prostrata Willk. in Suppl. Prodr. Fl. Hispan.: 4 (1893)
- Juniperus phoenicea var. pyramidalis Carrière in Traité Gén. Conif.: 51 (1855)
- Sabina bacciformis (Carrière) Antoine in Cupress.-Gatt.: 69 (1857)

## Menaces et conservation
L'espèce est inscrite en « préoccupation mineure » (LC) sur les listes rouges mondiale, européenne et française, mais « en danger » (EN) sur la Liste rouge de la flore vasculaire d'Aquitaine et « quasi menacée » (NT) sur la Liste rouge de la flore vasculaire de Midi-Pyrénées.

## Usages

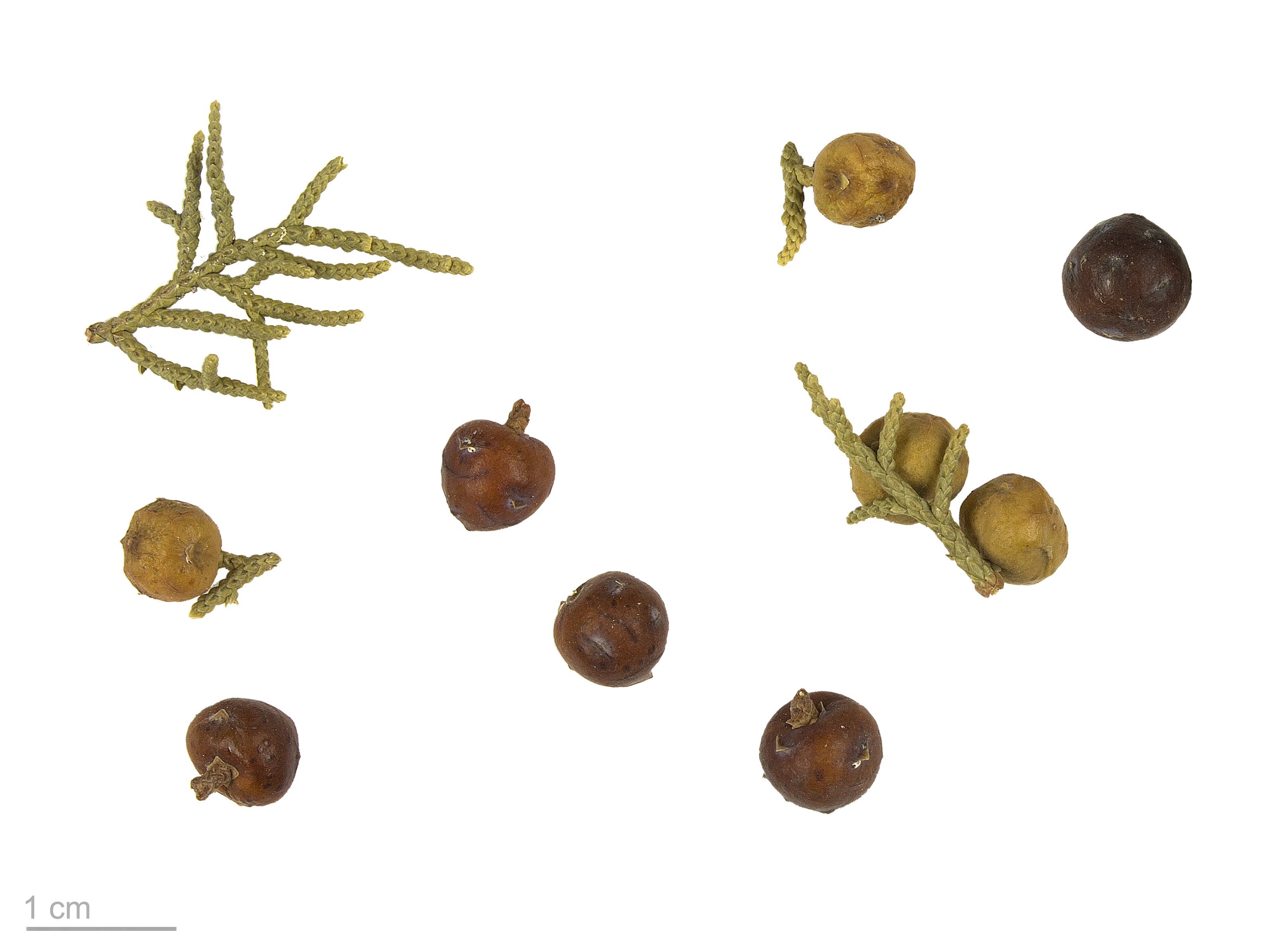
Genièvres.

C'est une plante toxique,, à ne pas confondre avec le Genévrier commun (Juniperus communis) qui lui est doté de propriétés médicinales.
Cette espèce est rarement cultivée dans les pays méditerranéens et seuls quelques cultivars ont été nommés. Son bois a peu de valeur économique. Les cônes rougeâtres et plus ou moins succulents (les genièvres) peuvent être utilisés dans la cuisine et les boissons alcoolisées.
C'est le symbole végétal de El Hierro, l'une des îles Canaries.